# Oskar Olsson
Frans Oskar Olsson, Glass-Oskar, född 2 maj 1905 i Gärdhems församling, död 21 februari 1973 i Trollhättan. Grundare av Trollhätteglass.
Olsson avskedades från NOHAB i Trollhättan när de slutade tillverka "Ryssloken" på 1920-talet. När han inte lyckades att skaffa något nytt arbete så började han sälja choklad m.m. på en dansbana. Senare började han även försäljning av jordbruksprodukter på torget i Trollhättan. Han startade med en korvaffär och blev känd som Korv-Oskar. 1933 började Oskar sin tillverkning av glass i liten skala. 1938 hade Glass-Oskar startat en riktig glassfabrik och 1962 hade företaget 40 anställda och en omsättning på 14 miljoner kronor. 150 bilar körde ut Trollhätteglass över hela landet.
Olsson är begravd på Håjums begravningsplats.